# El nen dret davant del crematori

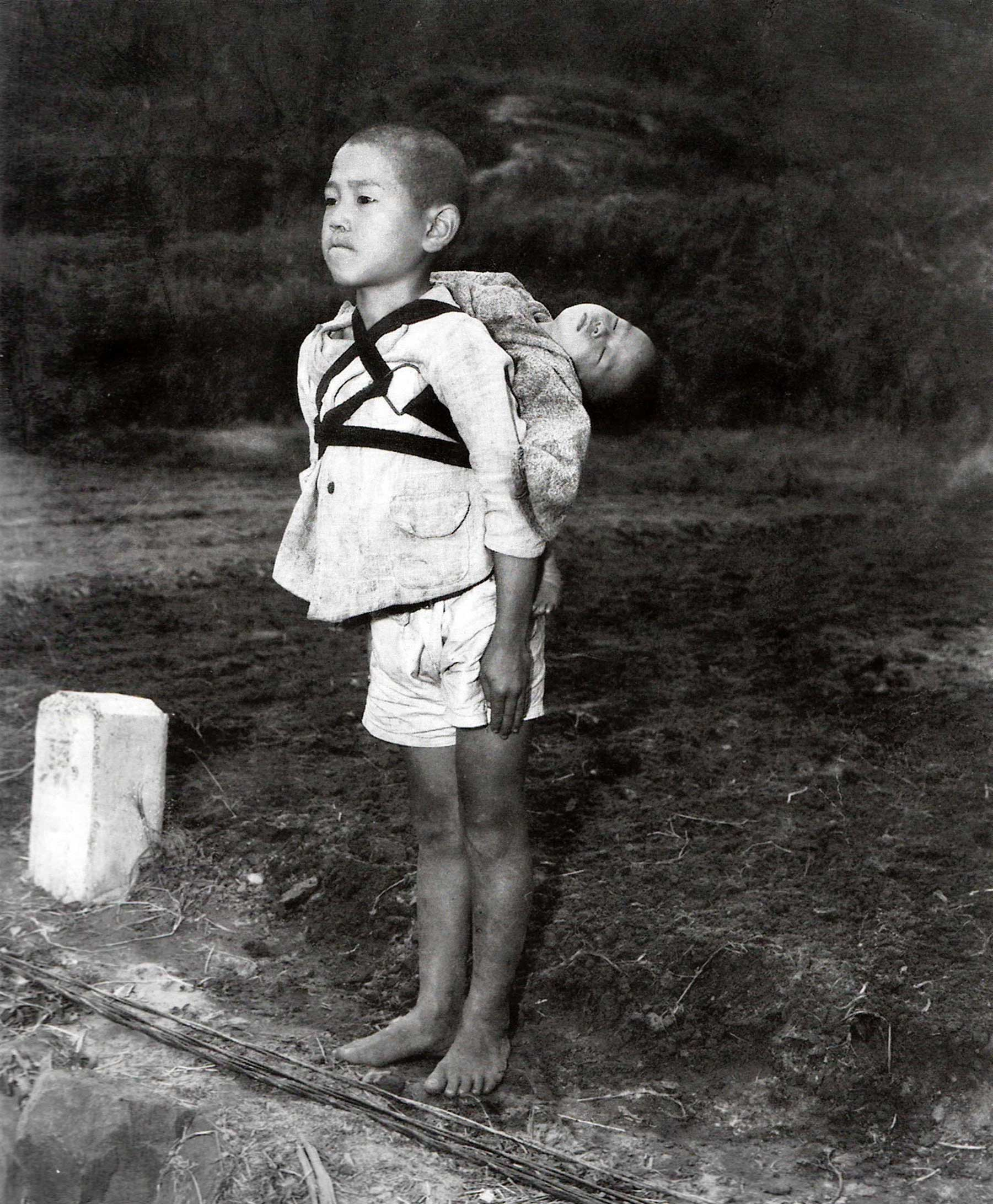
El nen dret davant del crematori (1945). Aquesta és la versió original de la foto, que es va girar horitzontalment a la reproducció d'O'Donnell.

El nen dret davant del crematori (en anglès: The Boy Standing by the Crematory), també conegut com a El nen de Nagasaki, és una fotografia històrica presa a la prefectura de Nagasaki, al Japó, l'octubre de 1945, poc després del bombardeig atòmic d'aquella ciutat el 9 d'agost de 1945. La fotografia és la d'un nen d'uns 10 anys amb el seu germà petit mort lligat a l'esquena, esperant el seu torn al crematori.
El seu autor va ser Joe O'Donnell, que aleshores treballava de fotògraf pel Cos de Marines dels Estats Units d'Amèrica.
| «               | Vaig veure passar un nen d'uns deu anys. Portava un nadó a l'esquena. En aquells dies al Japó, veiem sovint nens jugant amb els seus germans o germanes petites a l'esquena, però aquest nen era clarament diferent. Vaig veure que havia vingut a aquest lloc per una raó seriosa. No portava sabates. La seva cara era dura. El cap petit estava inclinat cap enrere com si el nadó estigués profundament adormit. El nen es va quedar allà cinc o deu minuts. Els homes amb màscares blanques es van acostar a ell i en silenci van començar a treure la corda que subjectava el nadó. Va ser llavors quan vaig veure que el nadó ja estava mort. Els homes van agafar el cos per les mans i els peus i el van posar al foc. El nen es va quedar dret sense moure's, observant les flames. Es mossegava el llavi inferior amb tanta força que brillava amb sang. La flama cremava baixa com la posta del sol. El nen es va girar i va marxar en silenci. | » |
| — Joe O'Donnell | |   |

 
O'Donnell va fer còpies personals de les seves fotografies de Nagasaki i les va guardar amagades en un bagul fins al 1989, quan va muntar una exposició itinerant i un llibre. El 1995, i al Japó, O'Donnell va publicar el llibre Japan 1945, Images From the Trunk i va ser molt exitós.

## Determinació de la identitat del nen
El 1979, Yoshitoshi Fukahori, que havia estat a prop del bombardeig i encara estava turmentat pel trauma dels fets, va començar un esforç de tota la vida per recopilar fotografies de les conseqüències immediates. Quan va veure la fotografia del nen, Fukahori va començar a intentar determinar-ne la identitat. Finalment, es va doanr per vençut, però la fotografia també va ser vista per Masanori Muraoka.
Muraoka creia que reconeixia el nen com a un company de jocs de la infància, tot i que havia oblidat o mai havia sabut el seu nom. També creia que l'havia conegut després del bombardeig, carregant el seu germà mort a l'esquena i explicant-li: «La meva mare no és aquí». Muraoka va emprendre la seva pròpia investigació per determinar la identitat del nen. Muraoka va trobar algunes pistes menors, però també va fracassar, tot i que va guardar un extens quadern dels seus esforços.
Una pel·lícula documental de 50 minuts, Buscant el nen de Nagasaki (焼き場に立つ少年 をさがして), va ser produïda per NHK i estrenada el 8 d'agost de 2020. Els experts mèdics citats al documental van suggerir que el nen mostrava signes de sagnat pel nas i els ulls, cosa que suggereix que patia una malaltia per radiació, possiblement per l'exposició induïda per la cerca de la seva família a prop de la zona de l'explosió. La pel·lícula va contextualitzar la foto amb les experiències de «sobreviure a orfes de la bomba atòmica». El 2021, la pel·lícula va ser distribuïda als Estats Units per American Public Television i l'abril de 2025 emesa al programa Sense ficció de Televisió de Catalunya.